# Megalastrum kallooi
Megalastrum kallooi är en träjonväxtart som först beskrevs av Jermy och T. G.Walker, och fick sitt nu gällande namn av Alan Reid Smith och R. C. Moran. Megalastrum kallooi ingår i släktet Megalastrum och familjen Dryopteridaceae. Inga underarter finns listade.